# Helicotylenchus dishystera
Helicotylenchus dishystera är en rundmaskart. Helicotylenchus dishystera ingår i släktet Helicotylenchus och familjen Hoplolaimidae. Inga underarter finns listade i Catalogue of Life.